# Heiligenstadt (Haute-Franconie)

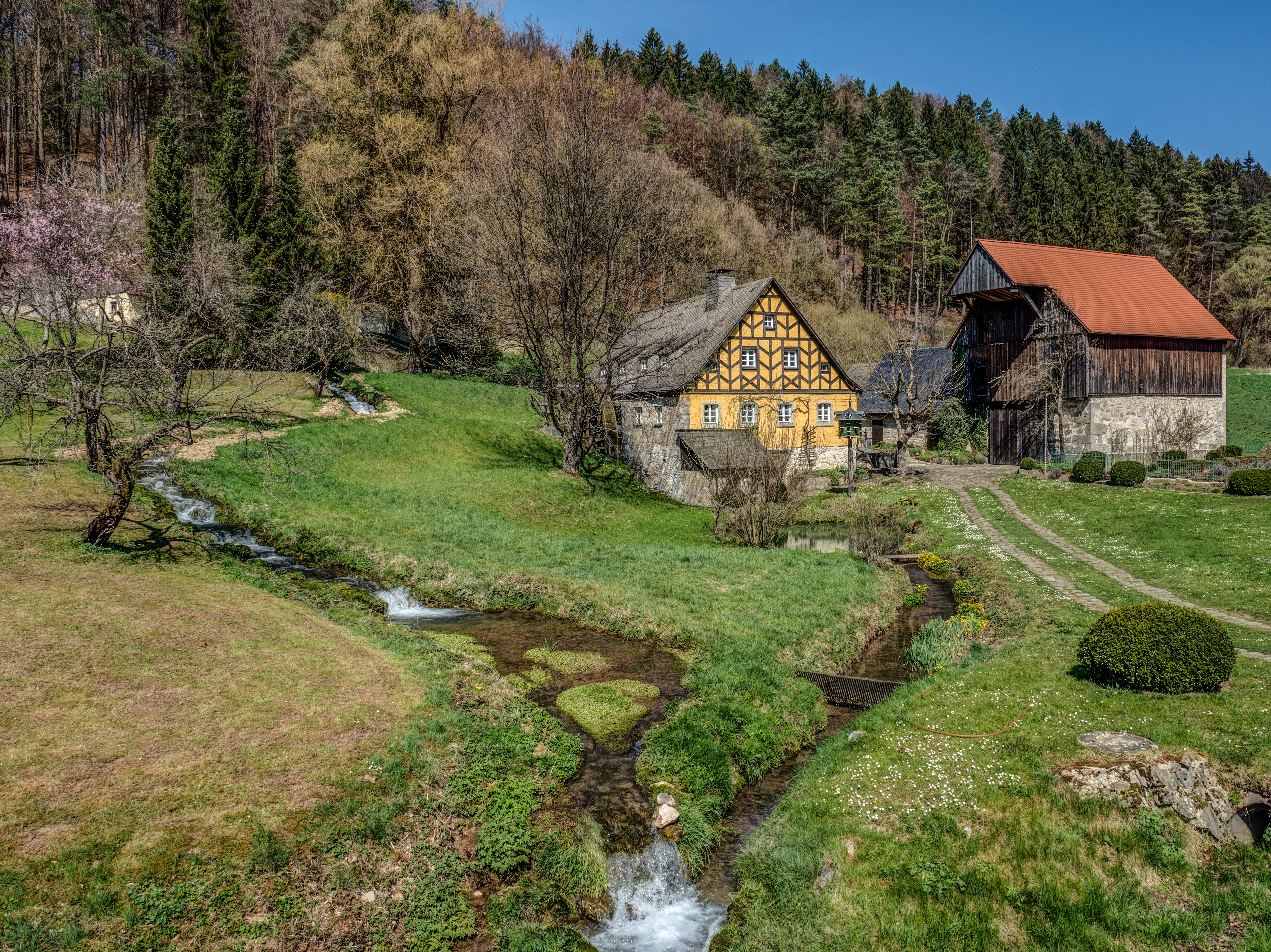
Une école à Veilbronn.

Heiligenstadt in Oberfranken est une commune allemande. Elle est située dans le sud du pays, dans le Land de Bavière et la région de Haute-Franconie. Elle compte un peu plus de 3 700 habitants.

## Municipalité
|  |  | Brunn                |  | 130 habitants   |
|  |  | Burggrub             |  | 167 habitants   |
|  |  | Geisdorf             |  | 27 habitants    |
|  |  | Schloss Greifenstein |  | 11 habitants    |
|  |  | Heiligenstadt        |  | 1.333 habitants |
|  |  | Heroldsmühle         |  | 9 habitants     |
|  |  | Herzogenreuth        |  | 139 habitants   |
|  |  | Hohenpölz            |  | 141 habitants   |
|  |  | Kalteneggolsfeld     |  | 141 habitants   |
|  |  | Leidingshof          |  | 33 habitants    |
|  |  | Lindach              |  | 69 habitants    |
|  |  | Neudorf              |  | 49 habitants    |
|  |  | Neumühle             |  | 24 habitants    |
|  |  | Oberleinleiter       |  | 177 habitants   |
|  |  | Oberngrub            |  | 172 habitants   |
|  |  | Reckendorf           |  | 90 habitants    |
|  |  | Siegritz             |  | 190 habitants   |
|  |  | Stücht               |  | 76 habitants    |
|  |  | Teuchatz             |  | 213 habitants   |
|  |  | Tiefenpölz           |  | 138 habitants   |
|  |  | Traindorf            |  | 155 habitants   |
|  |  | Veilbronn            |  | 72 habitants    |
|  |  | Volkmannsreuth       |  | 54 habitants    |
|  |  | Zoggendorf           |  | 105 habitants   |